# New Technology Telescope

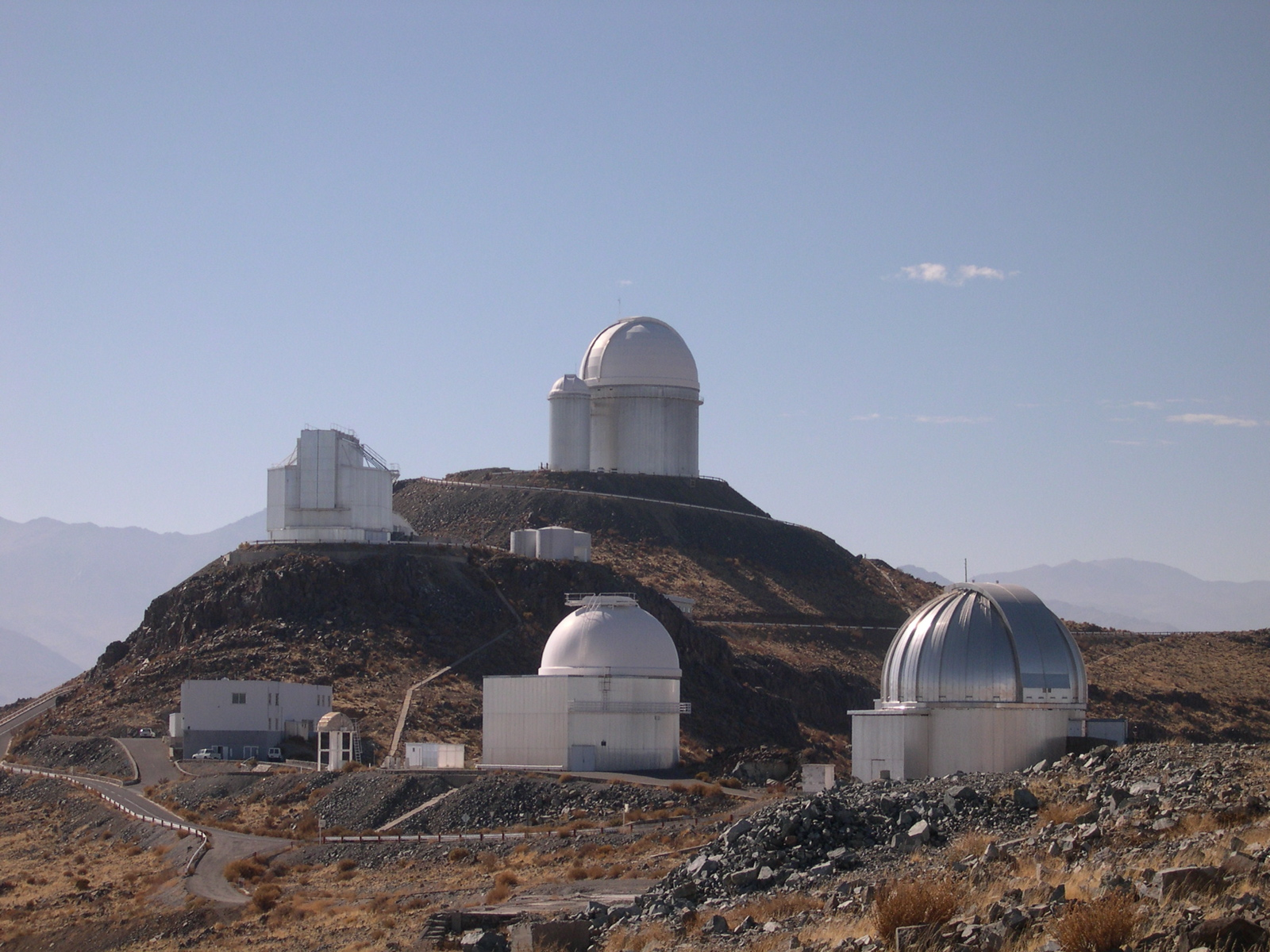
Vue des coupoles les plus grandes à l'Observatoire de La Silla. On y reconnaît sur la gauche la coupole très spécifique et pas du tout sphérique du NTT.

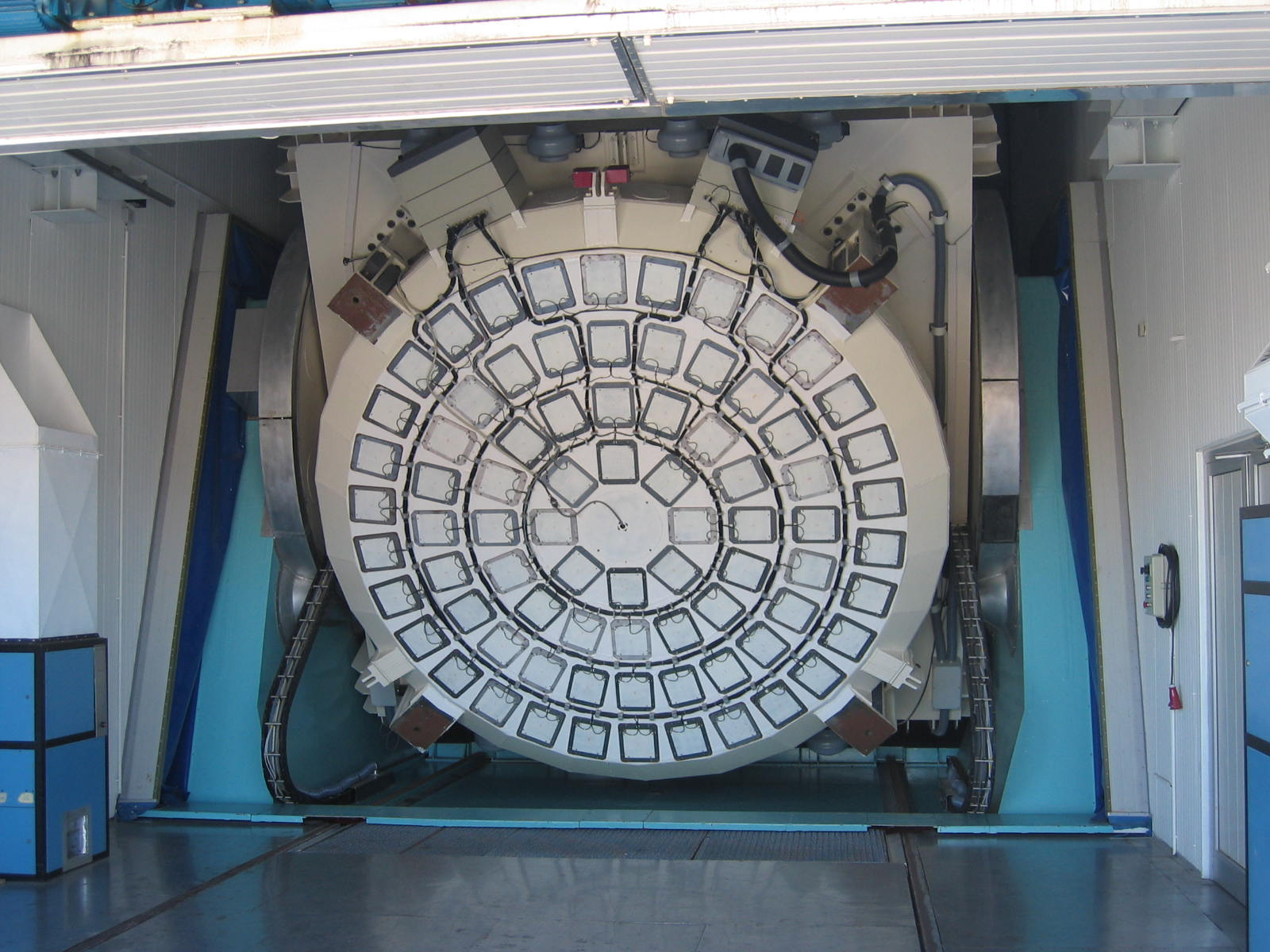
Miroir à optique active du New Technology Telescope à l'observatoire de La Silla. On y voit bien les cellules de l'optique active, qui contiennent les vérins qui font se déformer le miroir primaire.

Le New Technology Telescope, ou NTT, est un télescope de 3,58 mètres de diamètre situé à l'Observatoire de La Silla, au Chili. Le NTT appartient à l'Observatoire européen austral (ESO) et a été mis en fonctionnement en 1989.
Il a été testé sur ce télescope les technologies qui ont permis la construction du Very Large Telescope, au nord du Chili. Il a notamment la particularité d'avoir une coupole optimisée pour l'écoulement d'air, et d'avoir une optique active (à ne pas confondre avec l'optique adaptative) sur son miroir principal, d'où le terme « New Technology », puisqu'il était le seul à l'époque de sa construction.

## Instrumentation
Actuellement, le NTT est équipé de 2 instruments :
- EFOSC2, précédemment installé sur le télescope de 3,6 mètres à La Silla.
- SofI (Son of ISAAC), un spectro-imageur infrarouge (instrument du VLT) ;

Précédemment, le NTT était également équipé de :
- EMMI (ESO Multi-Mode Instrument), un spectro-imageur visible.
- SuSI-2 (Superb Seeing Imager, version 2), une caméra CCD haute résolution ;

## Caractéristiques techniques
- Coordonnées :
  - Longitude : 70° 43'54.272" W (Ouest)
  - Latitude : -29° 15'18.440" S (Sud)
- Altitude : 2375 m
- Dispositif optique : Ritchey-Chrétien
- Monture : altazimutale (alt-az)
- Miroir primaire : Schott AG Zerodur
  - Diamètre : 3,58 m
  - Épaisseur : 24 cm
  - Optique active : 75 actionneurs, 3 points fixes, et 24 actionneurs latéraux.
- Miroir secondaire : Schott Zerodur
  - Diamètre : 0,875 m
  - Obstruction centrale : 1,16 m
- Miroir tertiaire : Schott Zerodur